# ブロークン・ソーシャル・シーン
ブロークン・ソーシャル・シーン(Broken Social Scene)は1999年にカナダのトロントで結成されたスーパーグループバンドである。
ほとんどのメンバーは以前から違うバンドやソロとして活動しており、一時期は20人を超えるバンドであった。それぞれのメンバーがもつ、違った個性がこのバンドに反映されており、様々な音楽の多様性を感じ取ることができる。とにかく沢山の楽器を使用しているために、ひとつひとつの楽曲はとても濃密である。
時に"Broken Social Scene"を省略して"BSS"と呼ぶことがある。

## バイオグラフィー
バンドの中心的メンバーであるケビン・ドリュー（Kevin Drew）とブレンダン・カニング（Brendan Canning）が、数名のアーティストとともにデビューアルバム、『Feel Good Lost』を発表したのが始まりである。このアルバムでは、ほとんどが楽器のみの演奏であるポストロック的な意味合いが強かった。その後、アンドリュー・ホワイトマン（Andrew Whiteman）やファイスト（Leslie Feist）らがメンバーに加わり、2枚目のアルバム、『You Forgot It In People』を発表。このアルバムで、各メディアや音楽批評家に高く評価されることになる。
その後もメンバー編成は続き、『Bee Hives」(2004)と『Broken Social Scene』(2005)、2つのアルバムを発表。2005年に発表した3枚目のアルバム『Broken Social Scene』ではCMJチャートで1位を獲得。同年3月、東京および大阪で行われた音楽イベント「canada WET」に参加のため初来日。
2007年にはBSSの新しいプロジェクト、「Broken Social Scene Presents...」を開始した。
2010年、トータスのジョン・マッケンタイア（John McEntire）を共同プロデューサーに迎え、『Forgiveness Rock Record』をリリース。2006年以来、2回目となるフジロックフェスティバルへの出演も果たす。
2017年、5作目となるアルバム『Hug of Thunder』をリリースする。

## そのほかの活動
Broken Social Sceneのほとんどのメンバーは、以前から違うバンドで活動している。
- K.C. Accidental – Kevin Drew and Charles Spearin
- Feist
- Do Make Say Think – Charles Spearin and Ohad Benchetrit
- Stars – Evan Cranley, Amy Millan, and Torquil Campbell
- k-os – Kheaven Brereton

など。

## ディスコグラフィー

### アルバム
| 2001                                      | Feel Good Lost          | - 発売日: 2001年3月6日 - レーベル: Arts & Crafts   | —  | —   | —   | —  | —  | —  | —   |                 |
| 2002                                      | You Forgot It in People | - 発売日: 2002年10月15日 - レーベル: Arts & Crafts | —  | —   | —   | —  | —  | —  | —   |                 |
| 2005                                      | Broken Social Scene     | - 発売日: 2005年10月4日 - レーベル: Arts & Crafts  | —  | —   | 144 | 27 | 66 | 80 | 105 | - CAN: ゴールド |
| 2010                                      | Forgiveness Rock Record | - 発売日: 2010年5月4日 - レーベル: Arts & Crafts   | 1  | —   | —   | 58 | 73 | 67 | 34  |                 |
| 2017                                      | Hug of Thunder          | - 発売日: 2017年7月7日 - レーベル: Arts & Crafts   | 14 | 102 | —   | —  | —  | —  | 96  |                 |
| "—"は未発売またはチャート圏外を意味する。 |                         |                                                    |    |     |     |    |    |    |     |                 |

ブロークン・ソーシャル・シーン プレゼンツ...
- Spirit If... (Presents Kevin Drew) (2007)
- Something for All of Us... (Presents Brendan Canning) (2008)

EP・シングル
- Stars and Sons/KC Accidental b/w Do the '95 and Market Fresh (2003)
- Cause=time b/w da da dada (2003)
- Cause=time b/w time=cause & Weddings (2003)
- Live at Radio Aligre FM in Paris (2004)
- EP To Be You and Me (2005)
- Ibi Dreams of Pavement (A Better Day) b/w All the Gods (2005)
- 7/4 (Shoreline) b/w Stars and Spit (2006)
- 7/4 (Shoreline) b/w Stars and Spit and Death Cock (2006)
- Fire Eye'd Boy b/w Canada vs. America (Exhaust Pipe Remix) (2006)